# Беляков, Михаил Васильевич
Михаил Васильевич Беляков (1895—1978) — генерал-майор Советской Армии, участник Гражданской и Великой Отечественной войн.

## Биография
Михаил Беляков родился в 1895 году в городе Малая Вишера (ныне — Новгородская область). В 1918 году он пошёл на службу в Рабоче-крестьянскую Красную Армию. Участвовал в боях Гражданской войны. После её окончания Беляков продолжил службу в Красной Армии.
В 1930-е годы Беляков окончил Военную артиллерийскую академию имени Ф. Э. Дзержинского. В 1938 году он был назначен на должность начальника Подольского артиллерийского училища. 31 октября 1938 года Белякову было присвоено воинское звание комбрига. Летом 1940 года он был направлен в Германию на должность помощника военного атташе посольства СССР в Германии Максима Алексеевича Пуркаева. После отзыва Пуркаева в Москву Беляков исполнял обязанности военного атташе посольства СССР в Германии.
С августа 1943 года гвардии полковника Беляков находился в частях действующей армии на фронтах Великой Отечественной войны. Командовал сначала артиллерией 3-й гвардейской танковой дивизии, а впоследствии — 3-го гвардейского танкового корпуса. Участвовал во всех боевых операциях корпуса, организовывал артиллерийскую поддержку. Корпусная артиллерия особо отличилась во время боёв на территории Германии на завершающем этапе войны. Беляков лично выезжал на передовую и руководил действиями артиллерийских частей. В тех боях артиллерия корпуса нанесла немецким войскам большие потери в боевой технике и живой силе.
После окончания войны Беляков продолжил службу в Советской Армии. Ему было присвоено воинское звание генерал-майора артиллерии. После увольнения в запас Беляков проживал в Киеве. Умер в 1978 году, похоронен на Лукьяновском военном кладбище Киева.
Был награждён двумя орденами Ленина, четырьмя орденами Красного Знамени, орденом Отечественной войны 1-й степени и рядом медалей.